# Местни избори в община Сливен

## Местни избори (2011)
На втори тур за кмет на Сливен с 52,94% от преброените гласове печели кандидатът на Българската социалистическа партия (и нечленуващ в нея) инж. Кольо Милев – спрямо кандидата на ГЕРБ (също нечленуващ) Йордан Лечков. Дотогава кмет е Лечков (II мандат – 2007–11 г., ГЕРБ)(никога не е бил член на ПП ГЕРБ).

## Местни избори (2015)
Кандидатурата за кмет на ГЕРБ е на Стефан Радев. Реформаторският блок подкрепя кандидата на ГЕРБ, не издига собствена кандидатура, а само листа с кандидати за общински съветници. Водач на листата на РБ е д-р Нина Борова (дерматолог). За останалите три общини в Област Сливен РБ издига свои кандидатури за кмет.
Кандидат за кмет на Българската социалистическа партия е Кольо Милев, който е и водач на листата за общински съветници. Листата включва още 39 души. БСП води надпревара и в 40 сливенски села.
„Зелените“ участват с листа за общински съветници от 9 души. Те са: Ренета Томова, Иван Иванов, Трифон Великов, Ваньо Иванов, Николай Тодоров, Ваня Димитрова, Зоя Йорданова, Христо Казаков, Димитър Младенов. 
ВМРО – Свети Георги Победоносец (в коалиция със Зелената партия на България) издигат за кандидат за кмет прависта Момчил Пантелеев, който е и водач на листата им за общински съветници. В нея са включени още 9 души: Георги Георгиев, Стефан Христов, д-р Емилия Симеонова, Иван Атанасов, Силвия Ненова, Дорислав Господинов, Кирил Димитров, Георги Балулов и Станимир Стойчев.
Кандидат за кмет на Сливен на Националния фронт за спасение на България е журналистът Доброслав Иванов.
Кандидат за кмет на Сливен на Народен съюз е бившият зам.-кмет по строителството, екологията и управлението в кризисни ситуации на Община Сливен по времето на първия мандат на Йордан Лечков инж. Даниел Петров.
На втория тур Стефан Радев е избран за кмет на Сливен с 53,9%.
След изборите разпределението на мандатите в Общинския съвет е следното: ГЕРБ – 12, Българска социалистическа партия – 11, Реформаторски блок – 4, Движение Обединени региони – 3, Народен съюз – 2, Единни за Сливен – 2, Съюз за Сливен – 2, ВМРО – Свети Георги Победоносец – 2, Движение за права и свободи – 2, Движение 21 – 1.

## Местни избори (2019)
Кандидатурата за кмет на ГЕРБ отново е на Стефан Радев. Радев е и водач на листата с кандидати за общински съветници.
Кандидат за кмет на коалиция „Демократична България – обединение“ е юристът Димитър Сяров, бивш областен управител на Област Сливен.
Кандидат за кмет на местна коалиция „Движение ЗАЕДНО за промяна“ (ПП „Движение 21“, ПП „Партия на Зелените“, КП „Движение ЗАЕДНО за промяна“) е Румен Бозуков.
Кандидат за кмет на коалиция „БСП за България“ е инж. Кольо Милев.
Кандидат за кмет на местна коалиция „БАСТА“ (ПП „БАСТА“, ПП ЗЕМЕДЕЛСКИ СЪЮЗ „АЛ. СТАМБОЛИЙСКИ“) е общинският съветник Антоний Андонов.
Кандидат за кмет на Нова алтернатива е Йордан Лечков.
Кандидат за кмет на Възраждане е Николай Кадирев.
ВМРО–БНД участва с листа за общински съветници от 7 души. Те са: Спас Спасов, Кирил Димитров, Георги Георгиев, Тодор Хайдутов, Станислав Желязков, Стоян Стоянов, Красимир Панайотов. 
Кандидат за кмет на местна коалиция „НФСБ“ (ПП „Национален фронт за спасение на България“, ПП „Български земеделски народен съюз“) е журналистът Доброслав Иванов, който е и водач на листата с кандидати за общински съветници.
Кандидат за кмет на Християндемократическа партия на България е адвокат Момчил Пантелеев от Гражданско сдружение „Свети Георги Победоносец“.
На втори тур Стефан Радев е преизбран за кмет на Сливен с 64,75%.
След изборите разпределението на мандатите в Общинския съвет е следното: ГЕРБ – 17, БСП за България – 10, Съюз на демократичните сили – 2, БАСТА – 2, Нова алтернатива – 2, Движение за права и свободи – 2, Българска социалдемократическа партия – 2, Възраждане – 2, Движение ЗАЕДНО за промяна – 1, Християндемократическа партия на България – 1.